# Creation Evidence Museum

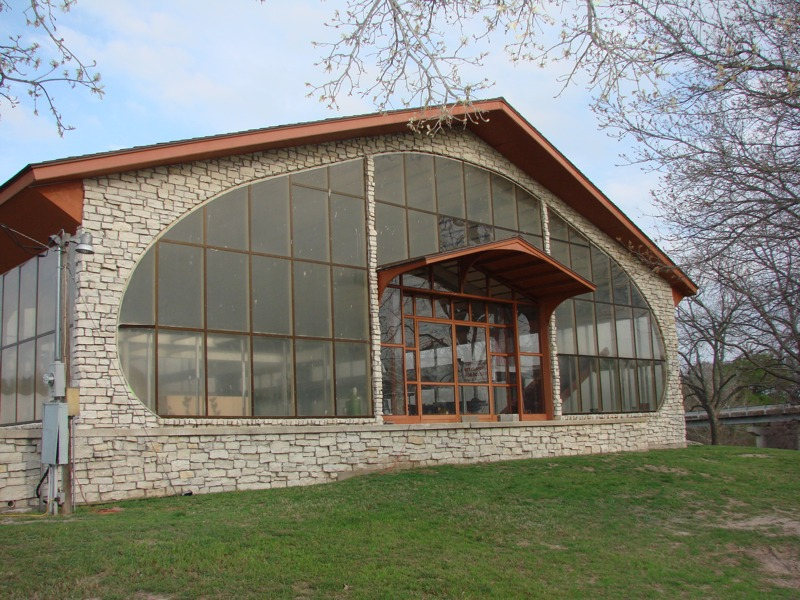
Creation Evidence Museum

Das Creation Evidence Museum (dt. etwa: Beweis-für-die-Schöpfung-Museum), ursprünglich Creation Evidences Museum (dt. etwa: Beweise-für-die-Schöpfung-Museum), ist ein Museum, das den Besuchern eine dem Kreationismus entsprechende Weltsicht zeigt. Es befindet sich in Glen Rose im Somervell County in der Mitte von Texas, USA.
Gegründet wurde es 1984 vom Junge-Erde-Kreationisten Carl Baugh mit dem Ziel, Ausstellungsstücke zu präsentieren, die einen Beweis für die Schöpfung und gegen die Evolutionstheorie präsentieren. Außerdem versucht es zu beweisen, dass die Erde 6000 Jahre alt ist und Menschen und Dinosaurier koexistiert haben.
Diese Aussagen stehen im Widerspruch zu der wissenschaftlichen Auffassung, dass die Erde etwa 4,5 Milliarden Jahre alt ist und die Dinosaurier vor etwa 65 Millionen Jahren ausgestorben sind.

## Geschichte und Projekte
Das Creation Evidence Museum wurde von Carl Baugh gegründet, der die Behauptung untersuchen wollte, man hätte an den Ufern des Paluxy River Beweise dafür gefunden, dass Menschen und Dinosaurier zusammen gelebt hätten. Er behauptete, dort 475 Dinosaurier- neben 86 menschlichen Fußspuren gefunden zu haben. Baugh, der keinen wissenschaftlichen Abschluss hat, ist bis zum heutigen Tag Direktor und Sprecher des CEM.
2001 wurden Baugh und das Creation Evidence Museum in der The Daily Show vorgestellt. In diesem Zusammenhang bezog sich Baugh hinsichtlich des Zusammenlebens von Menschen und Dinosauriern auf die The Flintstones.

## Ausstellungsstücke
Alle Ausstellungsstücke wurden stark kritisiert und ihnen wurde vorgeworfen, Fälschungen zu sein beziehungsweise einen unwahren Eindruck zu erwecken.
Beispiele für Ausstellungsstücke:
- Der "London-Hammer" ist ein Hammer einer Form, wie sie in Amerika im 18. oder 19. Jahrhundert gebräuchlich war. Er wurde 1934 in einem Kalksteinbrocken bei London (Texas) gefunden. Der Kalkstein soll aus dem Ordovizium oder der Kreidezeit stammen.[14] Er wurde von Wissenschaftlern untersucht, die zu dem Schluss kamen, dass der Kalksteinbrocken nicht unbedingt Teil des Felsgesteins in der Umgebung gewesen sein muss, sondern sich in relativ rezenter Zeit um den Hammer herum gebildet haben kann: "Der Stein ist echt und kann jemanden beeindrucken, der mit geologischen Vorgängen nicht vertraut ist […] Gelöste Mineralien können sich um einen Fremdkörper anlagern, der in einen Spalt fällt oder einfach auf dem Boden liegen gelassen wird, sofern das Ursprungsgestein (in diesem Fall als ordovizisch bestimmt) chemisch löslich ist."[15]
- Das „Burdick Track“ (dt. Die Burdick-Spur): Ein menschlicher Fußabdruck in einem Felsen der Kreidezeit. Der Geologe Gregg Wilkerson schrieb, dass der Fußabdruck anatomische Fehler aufweise und daher höchstwahrscheinlich in den Kreidefelsen geritzt worden sei, so wie andere Abdrücke in Glen Rose auch.[16]
- Der „Fossilized Human Finger“ (versteinerte menschliche Finger): Ein versteinerter menschlicher Finger, der neben einem Felsen aus der Kreidezeit gefunden worden sein soll. Hier bestehen Zweifel, da er nicht in situ gefunden wurde und daher nicht unbedingt mit der Kreidefelsformation in Zusammenhang gebracht werden kann.[17]
- Zwei Trilobiten, die den Eindruck erwecken, von einer Sandale zertreten worden zu sein.[18][19][20][21]
- Der Handabdruck in Stein, ein Abdruck in einem Kreidefelsen, der den Eindruck erweckt, von einer menschlichen Hand zu stammen.[22]
Baugh hat keinen Beweis präsentiert, dass dieser in situ in einer Grube aus der Kreidezeit gefunden wurde. Außerdem erlaubt er Experten nicht, diesen Abdruck zu untersuchen.[23][11]
- Der „Alvis Delk Cretaceous Footprint“, ein menschlicher Fußabdruck, der sich innerhalb eines Fußabdrucks eines Acrocanthosaurus in Glen-Rose-Kreidestein befindet.[7][24][25][26] Der Biologe Glen J. Kuban nannte diesen Beweis zweifelhaft. PZ Myers nannte ihn eine grobe Fälschung.[27]

2008 gestand eine Nachfahrin der Familie, die die Paluxy-River-Fußspuren gefunden haben, dass ihr Großvater viele dieser Spuren gefälscht hat, inklusive des „Alvis Delk Cretaceous Footprint“.
Zwischen 1982 und 1984 untersuchten mehrere Wissenschaftler, darunter J.R. Cole, L.R. Godfrey, R.J. Hastings und D. Schafersman, die Fußspuren in Glen Rose. Während der Untersuchung korrigierte Baugh die Fundstellen der Fußspuren und verwickelte sich in Widersprüche. Nach mehreren Jahren Untersuchungen stellten die Wissenschaftler fest, dass es keine Beweise für die Echtheit der Indizien Baughs gäbe.